# Fußfeststellbremse
Als Fußfeststellbremse wird eine Bauart einer Feststellbremse bezeichnet, wie sie von einigen Automobil-Herstellern, z. B. Mercedes-Benz, verbaut wurde und wird. Die Mechanik ist gleich der einer Stock-Handbremse, die Betätigung erfolgt über ein Pedal statt über einen Handbremshebel. Das Pedal befindet sich im Fahrerfußraum an der Fahrzeugaußenseite. Gelöst wird die Feststellbremse über einen Handhebel.
Die Konstruktion wurde zuerst bei Fahrzeugen ohne Mittelkonsole bzw. mit durchgehender Vordersitzbank eingesetzt, um die passive Sicherheit zu erhöhen, da der zuvor unter dem Armaturenbrett verbaute Zughebel als „Kniescheibenzertrümmerer“ in Verruf geriet.
Als ein Nachteil der Fußfeststellbremse wird das Anfahren am Berg betrachtet, da man die Fußfeststellbremse mit dem Handhebel nur auf einen Schlag entriegeln kann, während sich die Handbremse beim Entriegeln dosieren lässt.
Verbaut wurde die Fußfeststellbremse in Mercedes-Benz-PKW ab der Baureihe W 115. Ausnahmen bilden die Baureihe W 201 sowie die Baureihen der A-, B-, Mercedes G-Klasse und SLK-Klasse. Seit den 2010er Jahren hat Mercedes-Benz bei Modellpflegen und neuen Baureihen sukzessive auf elektrische Feststellbremsen umgestellt. Bei Citroën wurde die Fußfeststellbremse in der DS/ID und im XM eingesetzt. Ebenso ist sie im Toyota Prius zu finden. Weitere Beispiele: BMW 7er, VW Phaeton, zahlreiche Fahrzeuge aus den USA.
Eine fußbediente Feststellbremse kann auch im Rahmen der Kraftfahrzeuganpassung für körperbehinderte Menschen nachträglich in ein Kraftfahrzeug eingebaut werden, wenn die Bedienung des Hand-Bremshebels z. B. wegen einer Armamputation nicht möglich ist.